# Relaciones Chile-Corea del Norte
Las relaciones Chile-Corea del Norte son las relaciones internacionales entre la República de Chile y la República Popular Democrática de Corea.

## Historia

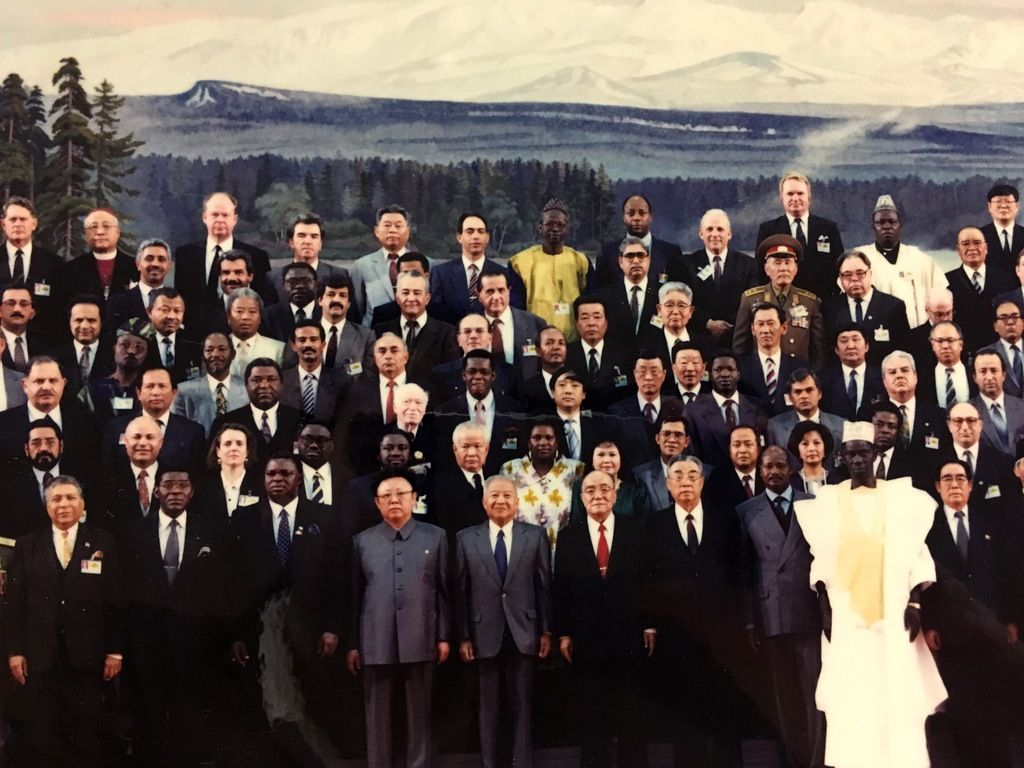
Fotografía del 80.º cumpleaños de Kim Il-sung en 1992. Entre las autoridades que aparecen se encuentra Arturo Aylwin, hermano del expresidente Patricio Aylwin.

La mayoría de ellos fueron como estudiantes de intercambio, mientras que otros ingresaron con visas de trabajo. En 1968, el entonces senador Salvador Allende visitó el país junto a una delegación chilena,
A los pocos días de asumir como presidente de la República, ambos países establecieron relaciones diplomáticas oficiales el 16 de noviembre de 1970. A comienzos de 1973, el canciller chileno Clodomiro Almeyda visitó la capital norcoreana, donde las autoridades locales le manifestaron su interés en comprarle cobre a Chile. 
A mediados de ese mismo año, se suscribió un convenio de intercambio cultural. Tras el golpe de Estado en Chile de 1973, el régimen militar chileno rompió relaciones con Corea del Norte. Las relaciones diplomáticas fueron restablecidas el 25 de septiembre de 1992, cuando el ministro de Relaciones Exteriores chileno Enrique Silva Cimma junto a su par norcoreano Kim Yong-nam, firmaron durante la 47.a Asamblea General de las Naciones Unidas un protocolo de acuerdo sobre la reanudación de relaciones.
Recientemente, el gobierno chileno ha expresado su preocupación por los lanzamientos de misiles balísticos efectuados por Corea del Norte en 2017, eventos por los cuales Estados Unidos ha buscado que Chile corte sus relaciones bilaterales con Pionyang, lo que ha sido descartado por el canciller chileno Heraldo Muñoz, quien acotó que la relación entre ambos países es «lejana» y que el país cumple con las sanciones impuestas por la ONU a la nación asiática.

## Relaciones comerciales
En 2015, el intercambio comercial entre ambos países ascendió a los 27 millones de dólares estadounidenses. Los principales productos exportados por Chile fueron cátodos de cobre, arándanos azules y peptonas, mientras que aquellos exportados principalmente por Corea del Norte al país sudamericano fueron manufacturas de hierro o acero.  Chile es el país latinoamericano que más productos compra a Corea del Norte, por sobre Paraguay, Brasil y México.

## Misiones diplomáticas
- La embajada de Chile en China está acreditada ante Corea del Norte.

- La embajada de Corea del Norte en Brasil está acreditada ante Chile.[8]